# 絕色武器
《絕色武器》為於2012年8月23日上映的香港電影，以愛情及動作為主題，由王晶编剧及监制、麥子善執導，元奎及元德出任動作執導，由洪金寶、謝婷婷、安志傑及貝安琪領銜主演；陳雅倫、黃秋生特別演出。。
根據香港電影分級制度，《絕色武器》被列為兒童不宜。

## 剧情
贩毒集团首脑“玫瑰”为报复龙志强，十五年前侦破其逾亿元交易，对龙狠下毒手灭门，龙幸逃过大难，且深信女儿仍在生，背后实被玫瑰掳走洗脑及训练成美艳杀手“小風”。小風后来成为“玫”集团中的顶级杀手，武艺高强，每次均能完成任务，玫更因此借助这群精英将犯罪集团扩大，任务遍及世界各地。龙更意料不及成为自己女儿的目标…

## 角色
龍家．刑警隊
| 演員   | 角色             | 備註 |
| 洪金寶 | 龍志強           | 國際刑警，十五年前自宅的爆炸後重傷。 十五年後，重新受到香港刑警重用，因而重回警界。                                                 |
| 安志杰 | 王智勇 （阿 森） | 香港刑警，父親曾與龍志強為同事。 在臺大認識了小鳳後，便愛上了她，經調查才發現小鳳是殺人案兇手。                                     |
| 康佳琪 | 龍惠珠 （歪 豬） | 龍志強收養的女兒，卻活脫脫像個男生，武藝高強。 劇情尾聲時，與父親合作無間的配合及默契，並以「父女齊心坑死你拳」將黑幫份子逐一打倒。 |
| 洪天明 | Pete             | 綽號小皮，王智勇搭檔。 |

玫瑰夫人集團
| 演員      | 角色            | 備註 |
| 陳雅倫    | 玫 瑰           | 特務集團「玫瑰夫人」首腦，冷血無情。成員稱她為「媽媽」，最後被背叛的賽玲娜所殺。                                                                                               |
| 謝婷婷    | 文 靜 （小 風） | 龍志強女兒。十五年前遭「玫瑰夫人」綁架並洗腦，被訓練成殺人機器。 現就讀臺灣大學。負責臺灣地區。 在桃園一靈堂內，以刺客之姿現身，並用那百步穿楊的槍法做掉毒梟鐵狼和眾小弟。     |
| 貝安琪    | 賽玲娜          | 「玫瑰夫人」殺手之一，暗戀黑龍。負責日本地區。 在六本木扮為毒販加藤的生日驚喜（蛋糕女郎），並以她凌厲的拳法讓他於拳館中斷送生命。 最後與小鳳的決鬥中，不想被捕入獄，選擇自殺。 |
| 林佳陵    | 艾 菲           | 「玫瑰夫人」殺手之一。負責美國地區。 在拉斯維加斯以應召女郎之姿，成功殺掉當地大毒販吉米。 後遭亨利及虎娘所打死。                                                               |
| 伍允龍    | 黑 龍           | 「玫瑰夫人」殺手之一，喜歡小鳯。 在圖書館槍戰中，奮力保護小鳳，最後被小鳯的室友小芳(監視小鳯的殺手)射中了兩箭，摔在車頂上而死。                                                |
| Jessica C | 白 蛇           | 「玫瑰夫人」殺手之一。玫瑰夫人忠實隨從。 最後被亨利及虎娘解決。 |

黑幫聯盟
| 演員   | 角色             | 備註                                                                          |
| 黃秋生 | 家 明 （暴力哥） | 與玫瑰為表兄妹，黑幫聯盟的真正首領。 最後被龍氏父女打倒。                     |
| 罗志祥 | 加 藤            | 日本黑社會首領。 最後被假扮蛋糕女郎的賽玲娜打倒。                             |
| 曾国祥 | 鐵 狼            | 台灣黑幫老大，曾到老馬靈堂找碴。 最後被小鳳擊斃。                             |
| 恒 力  | 亨 利            | 荷蘭黑手黨首領，吉米的好兄弟，與虎娘合力將艾菲活活打死。 最後被龍氏父女打倒。 |
| 蔣璐霞 | 虎 娘            | 泰國黑幫首領，擅長踢技。 最後被龍氏父女打倒，並被暴力哥（家明）杀害。         |

## 電影分級
| 國家／地區 | 分級 |
| 香港       | IIB  |

## 電視分級
| 國家／地區 | 分級                           |
| 香港       | PG(可能令人情緒不安并涉及暴力) |